# Thad Cochran
William Thad Cochran (Pontotoc, 7 dicembre 1937 – Oxford, 30 maggio 2019) è stato un politico statunitense, senatore per lo Stato del Mississippi dal 1978 al 2018 e in precedenza membro della Camera dei Rappresentanti per lo stesso stato dal 1973 al 1978.